# Lucie Suhling

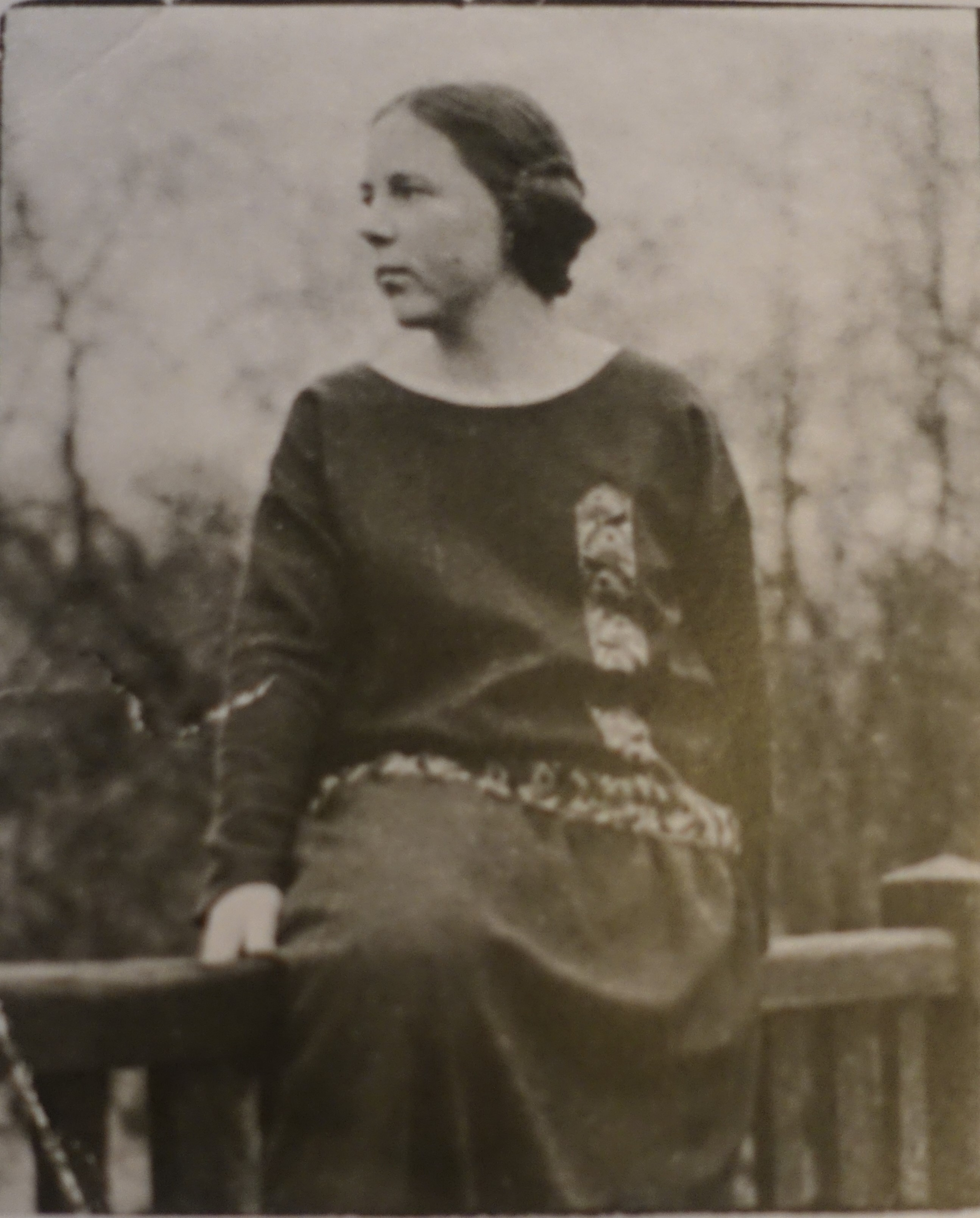
Lucie Suhling

Lucie Suhling (* 20. Juni 1905 als Lucie Wilken in Bochum; † 28. Oktober 1981 in Hamburg) war eine deutsche Widerstandskämpferin gegen den Nationalsozialismus.

## Leben und Wirken
Lucie Suhling wuchs mit zehn Geschwistern in einer sehr religiösen Familie in Bochum auf. Ihre Eltern führten dort ein Woll- und Weißwarengeschäft. Sie absolvierte nach der Volksschule von 1919 bis 1921 eine zweijährige kaufmännische Lehre. Nach Tätigkeiten in verschiedenen Städten kehre sie 1923 nach Bochum zurück und erlebte die Ruhrbesetzung und die Inflation. Auch sie wurde arbeitslos. 1926 wurde sie Mitglied der Kommunistischen Jugend, 1928 Mitglied der KPD  und erhielt eine Anstellung bei der Internationalen Arbeiterhilfe (IAH). Bei einem Parteieinsatz im Frühjahr 1929 in Ostpreußen lernte sie ihren Mann, den Hamburger Schlosser Carl Suhling kennen. Auch er war Mitglied der KPD. Im April 1932 heirateten die beiden und zogen nach Hamburg-Langenhorn zu den Eltern des Ehemannes in der Straße Wattkorn 7. Lucie fand eine Anstellung als Bürokraft bei der Zeitung der KPD, der Hamburger Volkszeitung (HVZ). Nach der Machtübernahme der Nationalsozialisten setzen sie ihre illegale Arbeit fort. 1933 wurde ihre Tochter Ursula geboren. Am 1. Oktober 1934 wurde Lucie verhaftet und im Konzentrationslager Fuhlsbüttel in Schutzhaft genommen. Nach vier Monaten wurde Lucie ins Untersuchungsgefängnis verlegt und im Juni 1935 vom Oberlandesgericht Hamburg mit zehn anderen Parteimitgliedern aus Langenhorn wegen Vorbereitung zum Hochverrat verurteilt. Sie erhielt zwei Jahre Zuchthaus und verbüßte die Strafe im Frauengefängnis Lübeck-Lauerhof. Auch ihr Mann war bis 1937 in Haft. Am Vortrag des Silvesterabends 1938 wurden beide noch einmal kurzfristig verhaftet.

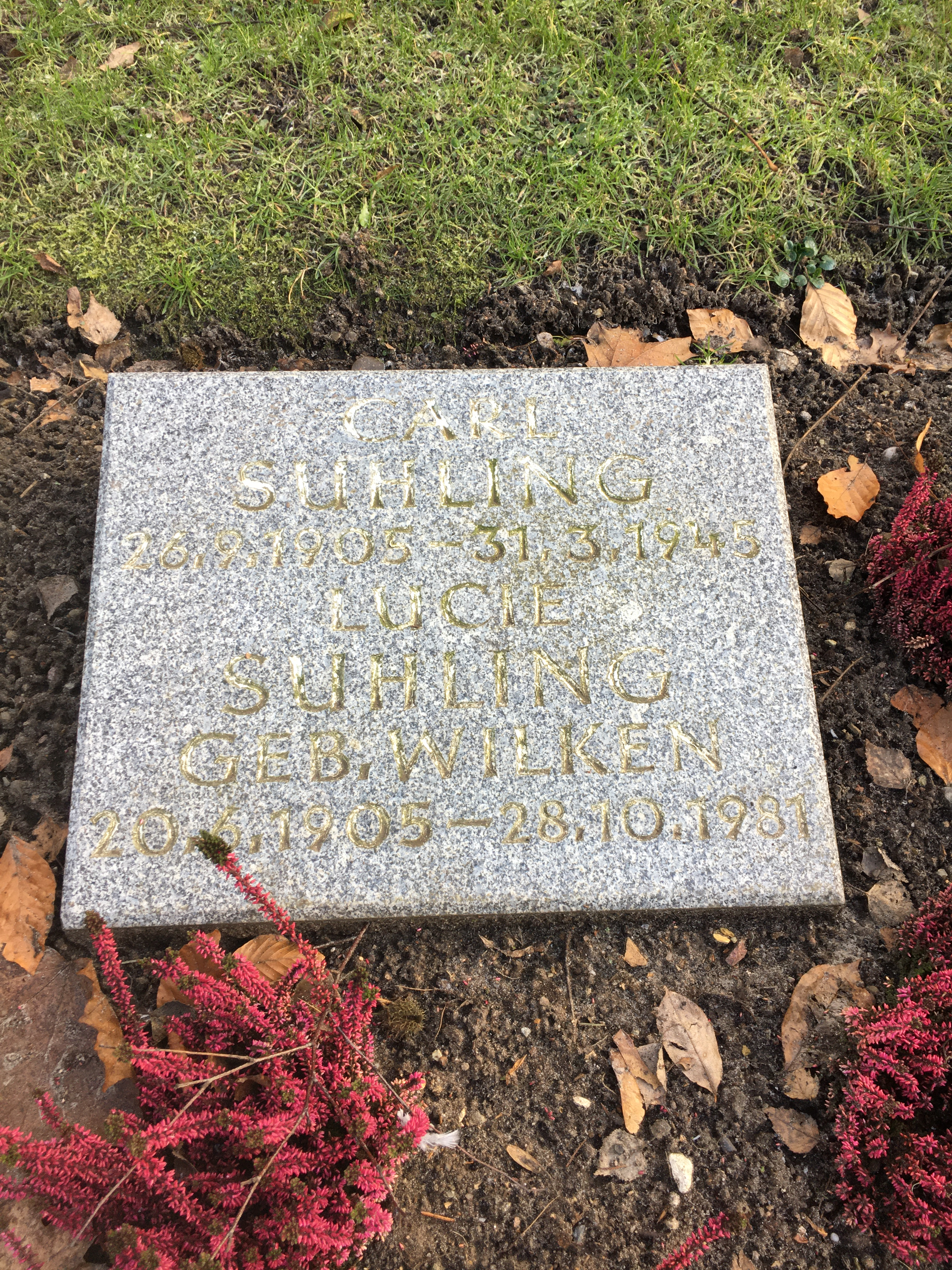
Grabstätte Lucie Suhling auf dem Friedhof Ohlsdorf

Im Juni 1943 wurde Carl Suhling zu einem Bewährungsbataillon 999 einberufen und kehrte aus diesem Einsatz nicht zurück. Er kam vor Kriegsende in Jugoslawien ums Leben
Nach 1945 wurde Lucie Suhling aktiv in der Vereinigung der Verfolgten des Naziregimes – Bund der Antifaschistinnen und Antifaschisten. In den 1970er Jahren berichtete sie als Zeitzeugin in Schulen. Sie war Mitglied der DKP.
Am Wattkorn 7 wurde ein Stolperstein für Carl Suhling verlegt. Ihre Tochter Ursula Suhling (1933–2022) hat in Hamburg nach 1989 über den antifaschistischen Widerstandskampf Bücher erstellt und Rundgänge organisiert.

## Ehrungen
- 1985 wurde eine Straße in Hamburg-Neuallermöhe nach ihr benannt, der Lucie-Suhling-Weg.
- Auf dem Ehrenfeld der Geschwister-Scholl-Stiftung, Friedhof Ohlsdorf, ist ein Kissenstein, der an Carl und Lucie Suhling erinnert.[6]